# Australiens Grand Prix 2019
Australiens Grand Prix 2019, officiellt Formula 1 Rolex Australian Grand Prix 2019, var ett Formel 1-lopp som kördes 17 mars 2019 på Albert Park Circuit i Melbourne i Australien. Loppet var det första av sammanlagt tjugoen deltävlingar ingående i Formel 1-säsongen 2019 och kördes över 58 varv.
Tre dagar före loppet avled Formel 1:s tävlingschef Charlie Whiting plötsligt av lungemboli.

## Resultat

### Kval
| KR. | Nr | Förare             | Konstruktör               | Q1       | Q2       | Q3       | Grid |
| --- | -- | ------------------ | ------------------------- | -------- | -------- | -------- | ---- |
| 1   | 44 | Lewis Hamilton     | Mercedes                  | 1:22,043 | 1:21,014 | 1:20,486 | 1    |
| 2   | 77 | Valtteri Bottas    | Mercedes                  | 1:22,367 | 1:21,193 | 1:20,598 | 2    |
| 3   | 5  | Sebastian Vettel   | Ferrari                   | 1:22,885 | 1:21,912 | 1:21,190 | 3    |
| 4   | 33 | Max Verstappen     | Red Bull Racing-Honda     | 1:22,876 | 1:21,678 | 1:21,320 | 4    |
| 5   | 16 | Charles Leclerc    | Ferrari                   | 1:22,017 | 1:21,739 | 1:21,442 | 5    |
| 6   | 8  | Romain Grosjean    | Haas-Ferrari              | 1:22,959 | 1:21,870 | 1:21,826 | 6    |
| 7   | 20 | Kevin Magnussen    | Haas-Ferrari              | 1:22,519 | 1:22,221 | 1:22,099 | 7    |
| 8   | 4  | Lando Norris       | McLaren-Renault           | 1:22,702 | 1:22,423 | 1:22,304 | 8    |
| 9   | 7  | Kimi Räikkönen     | Alfa Romeo Racing-Ferrari | 1:22,966 | 1:22,349 | 1:22,314 | 9    |
| 10  | 11 | Sergio Pérez       | Racing Point-BWT Mercedes | 1:22,908 | 1:22,532 | 1:22,781 | 10   |
| 11  | 27 | Nico Hülkenberg    | Renault                   | 1:22,540 | 1:22,562 | 0        | 11   |
| 12  | 3  | Daniel Ricciardo   | Renault                   | 1:22,921 | 1:22,570 | 0        | 12   |
| 13  | 23 | Alexander Albon    | Scuderia Toro Rosso-Honda | 1:22,757 | 1:22,636 | 0        | 13   |
| 14  | 99 | Antonio Giovinazzi | Alfa Romeo Racing-Ferrari | 1:22,431 | 1:22,714 | 0        | 14   |
| 15  | 26 | Daniil Kvyat       | Scuderia Toro Rosso-Honda | 1:22,511 | 1:22,774 | 0        | 15   |
| 16  | 18 | Lance Stroll       | Racing Point-BWT Mercedes | 1:23,017 | 0        | 0        | 16   |
| 17  | 10 | Pierre Gasly       | Red Bull Racing-Honda     | 1:23.020 | 0        | 0        | 17   |
| 18  | 55 | Carlos Sainz Jr.   | McLaren-Renault           | 1:23,084 | 0        | 0        | 18   |
| 19  | 63 | George Russell     | Williams-Mercedes         | 1:24,360 | 0        | 0        | 19   |
| 20  | 88 | Robert Kubica      | Williams-Mercedes         | 1:26,067 | 0        | 0        | 20   |

| Vidare från första kvalrundan ▬▬ Vidare från andra kvalrundan ▬▬ |

107%-gränsen: 1:27,758

### Lopp
| Pos. | Nr | Förare             | Konstruktör               | Varv | Tid                | Grid | P       |
| ---- | -- | ------------------ | ------------------------- | ---- | ------------------ | ---- | ------- |
| 1    | 77 | Valtteri Bottas    | Mercedes                  | 58   | 1:25.27,325        | 2    | 25+1* a |
| 2    | 44 | Lewis Hamilton     | Mercedes                  | 58   | +20.886            | 1    | 18      |
| 3    | 33 | Max Verstappen     | Red Bull Racing-Honda     | 58   | +22.520            | 4    | 15      |
| 4    | 5  | Sebastian Vettel   | Ferrari                   | 58   | +57.109            | 3    | 12      |
| 5    | 16 | Charles Leclerc    | Ferrari                   | 58   | +58.230            | 5    | 10      |
| 6    | 20 | Kevin Magnussen    | Haas-Ferrari              | 58   | +87.156            | 7    | 8       |
| 7    | 27 | Nico Hülkenberg    | Renault                   | 57   | +1 varv            | 11   | 6       |
| 8    | 7  | Kimi Räikkönen     | Alfa Romeo Racing-Ferrari | 57   | +1 varv            | 9    | 4       |
| 9    | 18 | Lance Stroll       | Racing Point-BWT Mercedes | 57   | +1 varv            | 16   | 2       |
| 10   | 26 | Daniil Kvyat       | Scuderia Toro Rosso-Honda | 57   | +1 varv            | 15   | 1       |
| 11   | 10 | Pierre Gasly       | Red Bull Racing-Honda     | 57   | +1 varv            | 17   | 0       |
| 12   | 4  | Lando Norris       | McLaren-Renault           | 57   | +1 varv            | 8    | 0       |
| 13   | 11 | Sergio Pérez       | Racing Point-BWT Mercedes | 57   | +1 varv            | 10   | 0       |
| 14   | 23 | Alexander Albon    | Scuderia Toro Rosso-Honda | 57   | +1 varv            | 13   | 0       |
| 15   | 99 | Antonio Giovinazzi | Alfa Romeo Racing-Ferrari | 57   | +1 varv            | 14   | 0       |
| 16   | 63 | George Russell     | Williams-Mercedes         | 56   | +2 varv            | 19   | 0       |
| 17   | 88 | Robert Kubica      | Williams-Mercedes         | 55   | +3 varv            | 20   | 0       |
| RET  | 8  | Romain Grosjean    | Haas-Ferrari              | 29   | Löst hjul          | 6    | 0       |
| RET  | 3  | Daniel Ricciardo   | Renault                   | 28   | Skador             | 12   | 0       |
| RET  | 55 | Carlos Sainz Jr.   | McLaren-Renault           | 9    | Motorenhet (MGU-K) | 18   | 0       |

| Förare och stall som tog poäng ▬▬ |

Källor:
- ^a  – Valtteri Bottas fick en extrapoäng för snabbaste varv.[1]

## Poängställning efter loppet
| Position  | 1    | 2    | 3    | 4    | 5    | 6   | 7   | 8   | 9   | 10  | Snabbaste varv |
| Poäng (p) | 250p | 180p | 150p | 120p | 100p | 80p | 60p | 40p | 20p | 10p | 10p            |

| Pos. | Förare           | Stall                     | Poäng |
| ---- | ---------------- | ------------------------- | ----- |
| 1    | Valtteri Bottas  | Mercedes                  | 26    |
| 2    | Lewis Hamilton   | Mercedes                  | 18    |
| 3    | Max Verstappen   | Red Bull-Honda            | 15    |
| 4    | Sebastian Vettel | Ferrari                   | 12    |
| 5    | Charles Leclerc  | Ferrari                   | 10    |
| 6    | Kevin Magnussen  | Haas-Ferrari              | 8     |
| 7    | Nico Hülkenberg  | Renault                   | 6     |
| 8    | Kimi Räikkönen   | Alfa Romeo Racing-Ferrari | 4     |
| 9    | Lance Stroll     | Racing Point-BWT Mercedes | 2     |
| 10   | Daniil Kvyat     | Toro Rosso-Honda          | 1     |

| Pos. | Stall                     | Poäng |
| ---- | ------------------------- | ----- |
| 1    | Mercedes                  | 44    |
| 2    | Ferrari                   | 22    |
| 3    | Red Bull-Honda            | 15    |
| 4    | Haas-Ferrari              | 8     |
| 5    | Renault                   | 6     |
| 6    | Alfa Romeo Racing-Ferrari | 4     |
| 7    | Racing Point-BWT Mercedes | 2     |
| 8    | Toro Rosso-Honda          | 1     |